# Ehemalige Strohhutfabrik Silberberg & Mayer
Die Ehemalige Strohhutfabrik Silberberg & Mayer ist ein unter Denkmalschutz stehendes Fabrikgebäude in Köln-Sülz.

## Beschreibung

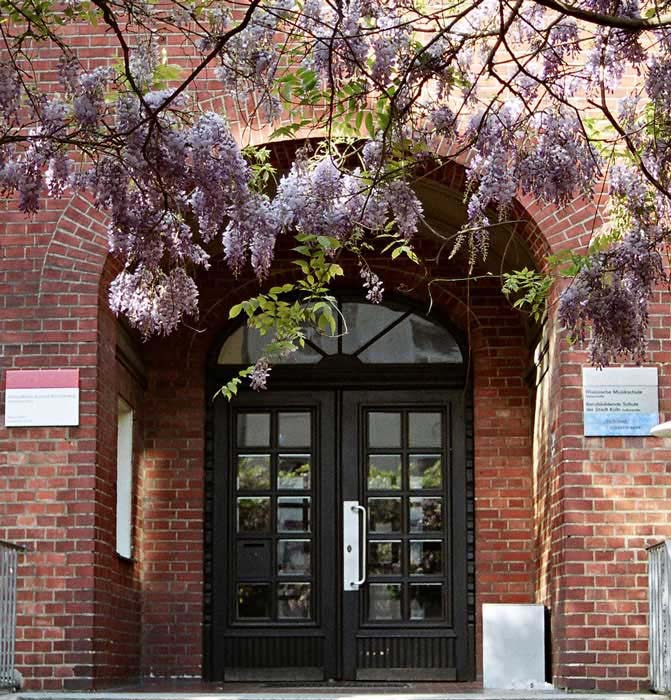
Strohhutfabrik Silberberg & Mayer

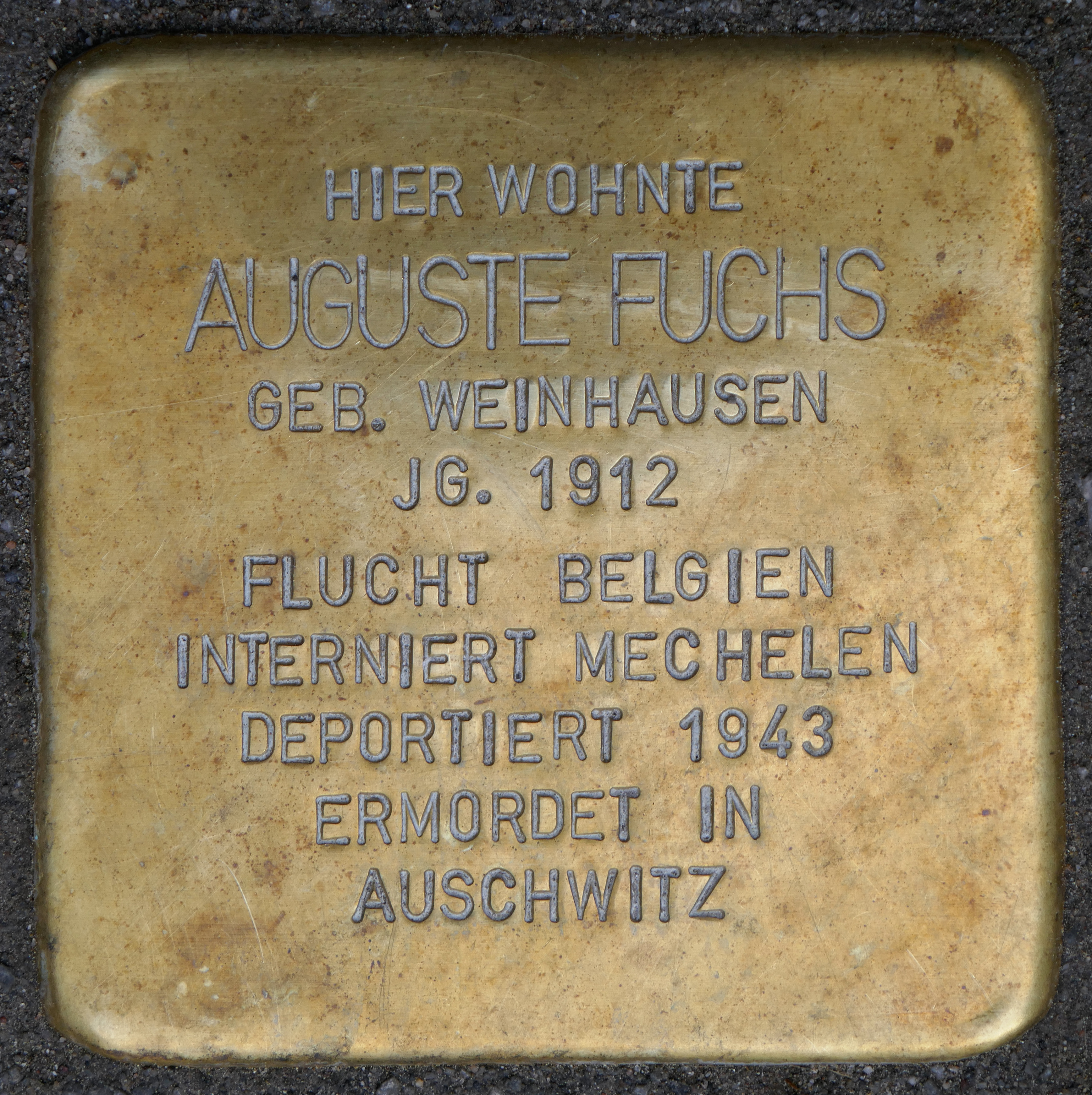
Stolperstein für Auguste Fuchs

Die an der Lotharstraße 14–18 gelegene viergeschossige Vierflügelanlage mit Backsteinverkleidung wurde in den Jahren 1912 bis 1913 nach Plänen der Architekten Peter Gärtner und Jacob Berns in Eisenbeton-Skelettbauweise errichtet. Die einzelnen Flügelbauten sind um einen weiß gefliesten Oberlichtsaal im Erdgeschoss angeordnet. Die Backsteinfassaden mit Kunststeinelementen sind stilistisch an den niederrheinisch-holländischen Barock angelehnt, die Bauweise ermöglichte eine funktional-flexible Nutzung.

## Geschichte und Nutzung
Das Gebäude der jüdischen Fabrikantenfamilie wurde 1938 in der Zeit des Nationalsozialismus von der Stadt Köln übernommen, die es 1940 gegen Gelände in der Innenstadt (Gereonshof 6 und ehemaliges Kaiser-Wilhelm-Gymnasium) des Kölner Gymnasial- und Stiftungsfonds eintauschte, der das Gebäude dem Preußischen Staat für die staatliche Hildegardis-Mädchenoberschule überließ.
Ab Oktober 1943 wurde im Dachstuhl des Gebäudes ein Zwangsarbeitslager eingerichtet. Hier waren ca. 120 Zwangsarbeiter aus der Ukraine untergebracht. Die Arbeitsgemeinschaft Eisen und Metall organisierte für metallverarbeitende Unternehmen die Umschulung ausländischer Arbeiter, die in wenigen Wochen angelernt wurden und später in verschiedenen Industriebetrieben im Raum Köln eingesetzt wurden.
Das Gebäude wurde im Krieg stark beschädigt. Dennoch musste es ab November 1945 zusätzlich das im August 1945 wiedererrichtete staatliche Apostelgymnasium aufnehmen. Der Unterricht erfolgte im Schichtwechsel mit der Hildegardisschule bis nach und nach, zuerst in Eigenleistung, die Zahl der Klassenräume von 8 auf 16 erweitert wurde. Anfänglich wurde im Dachgeschoss und einem Nebengebäude noch ein Fabrikbetrieb weitergeführt.
Ab Oktober 1946 übernahm das Staatshochbauamt den Wiederaufbau der beiden Schulen, beginnend mit der Erneuerung der Zentralheizungsanlage und der Wiedererrichtung des Glasdaches über dem Lichthof, der so wieder von beiden Schulen als Turnhalle und Aula genutzt werden konnte. Die Hildegardisschule (heute Hildegard-von-Bingen-Gymnasium) nutzte die linke Hälfte, das Apostelgymnasium die rechte. Auch nach dem Wiederaufbau blieb das Gebäude für beide Schulen ein Provisorium. So war auf dem Schulhof nur Platz für die Unter- und Mittelstufen. Die Oberstufen mussten ihre Pausen bei geöffneten Fenstern auf den Fluren verbringen. Im Herbst 1961 konnten beide Schulen neue Gebäude beziehen.
Ihren Platz nahmen dann Teile der späteren Fachhochschule Köln ein. Heute nutzen unter anderen die Rheinische Musikschule Köln, die Regionalschule Köln-Sülz sowie eine Reihe von Künstlern das Gebäude und die Ateliers Lichthof.
Seit Februar 2016 nutzt das Schiller-Gymnasium Köln das Gebäude als Außenstelle. Hier werden ausschließlich Oberstufenschüler unterrichtet, die die Räume im Erdgeschoss und im 1. und 2. Stock nutzen. Das sog. Oberstufenzentrum des Schiller-Gymnasiums umfasst derzeit ca. 360 Schüler.
Im Mai 2018 wurde ein Stolperstein für Frau Auguste Fuchs auf dem Bürgersteig vor dem Haupteingang verlegt.